# Mucuna diabolica
Mucuna diabolica là một loài thực vật có hoa trong họ Đậu. Loài này được Keuchenius miêu tả khoa học đầu tiên.